# Juliaanse kalender

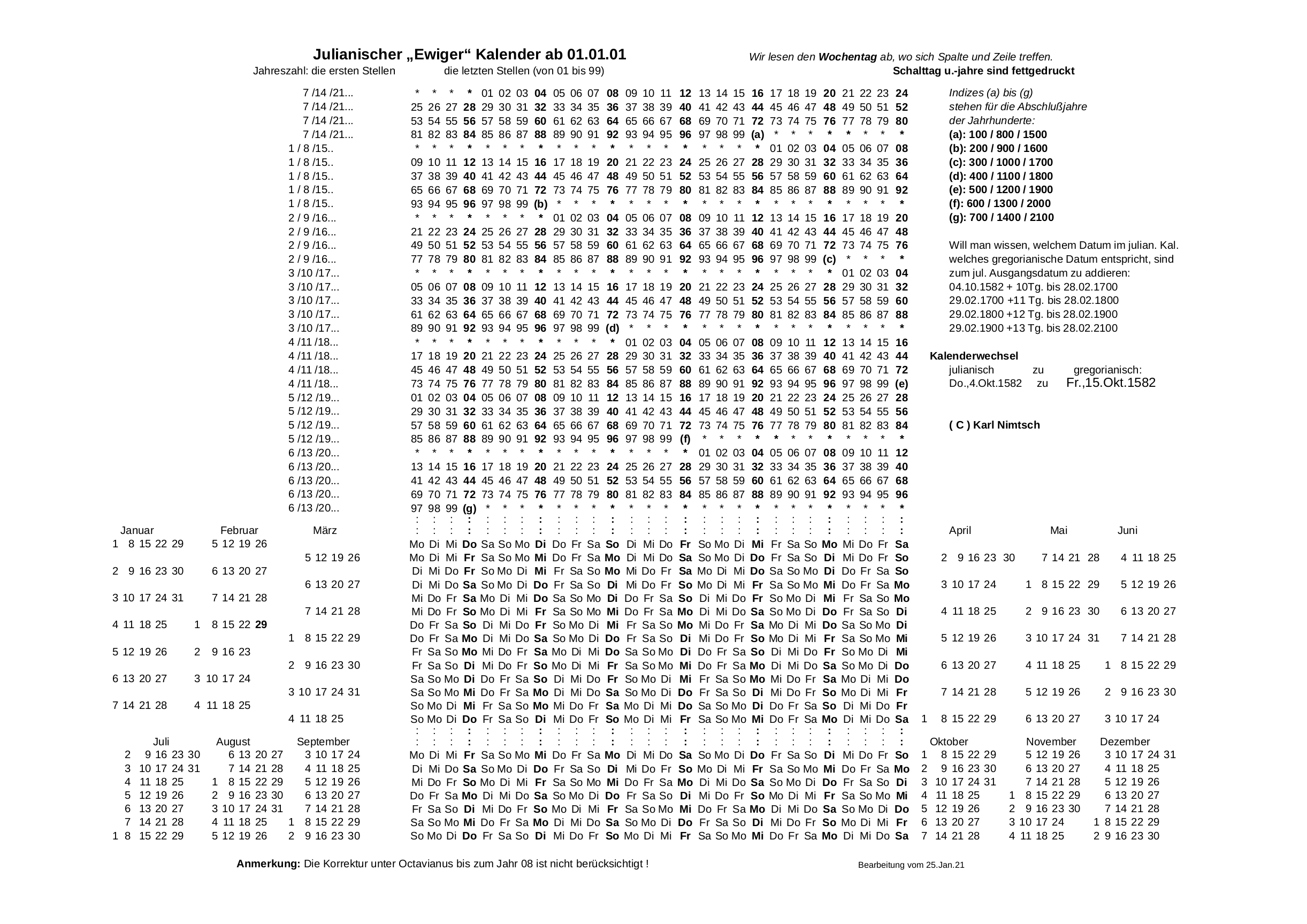
Eeuwigdurende juliaanse kalender

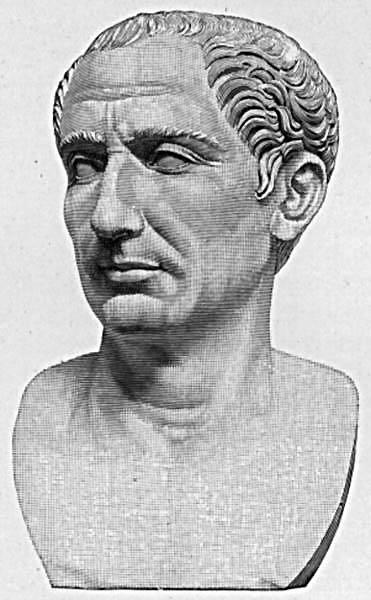
Julius Caesar, die de naar hem genoemde kalender invoerde

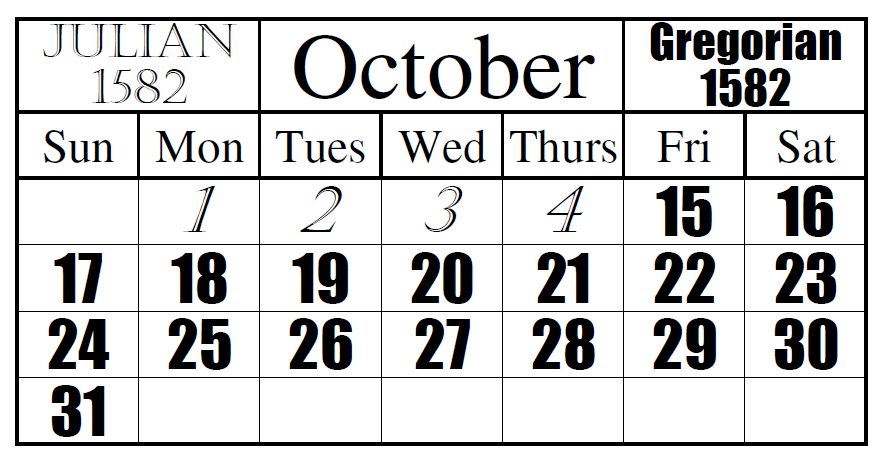
Overstap tussen kalendersystemen oude en nieuwe stijl

De juliaanse kalender is de van oorsprong Romeinse kalender, die vervolgens gebruikt werd in het grootste deel van de christelijke wereld. Hij werd in de loop van de 16e tot de 20e eeuw geleidelijk aan verdrongen door de gregoriaanse kalender, die eigenlijk niet meer dan een correctie is op de juliaanse. De gregoriaanse kalender is beter in overeenstemming met de lengte van een tropisch jaar dan de juliaanse.

## Invoering
De juliaanse kalender is genoemd naar Julius Caesar, die hem in zijn hoedanigheid van pontifex maximus (hoofd van de Romeinse eredienst) in 45 v.Chr. invoerde als finale correctie op de Romeinse versie van de Egyptische kalender. Die was eerder reeds door Alexander de Grote onder invloed van het Hellenisme over het hele Middellandse Zeegebied verbreid geraakt.
Op advies van de Alexandrijnse astronoom Sosigenes legde Caesar een jaar van gemiddeld 365,25 dagen vast, door om de vier jaar een schrikkeldag (extra dag) toe te voegen. De duur van 365,25 dagen was vanouds reeds door de Egyptenaren bepaald en het is een vrij goede benadering van het tropisch jaar (het jaar gebaseerd op het verloop van de seizoenen), hoewel in Caesars tijd al een nauwkeuriger waarde bekend was.
De maanden van de oude kalender bleven behouden, maar hun duur werd aangepast en bovendien begon het jaar voortaan op 1 januari. De schrikkelmaand intercalaris werd afgeschaft.
Caesar bepaalde dat het jaar AUC 708 (ultimus annus confusionis, het laatste jaar van de verwarring = 46 v.Chr.) 445 dagen zou tellen. 1 Ianuarius zou zo weer samenvallen met het begin van de winter. Om dit te bereiken voegde hij twee maanden toe aan dat jaar, tussen november en december. Dit jaar had, volgens de oude gewoonte, al een schrikkelmaand, de mensis intercalaris, zodat dat jaar 15 maanden had met in totaal 80 dagen extra.
Ter ere van de invoering van deze kalender werd de maand Quintilis veranderd in Iulius. Later werd de naam van de maand Sextilis gewijzigd in Augustus.
Door een misverstand werd er aanvankelijk eens in de drie jaar een schrikkeldag toegevoegd. De fout ontstond doordat de Romeinen inclusief telden. De bedoeling was dat na het vierde jaar een schrikkeldag zou komen, maar men deed het in het vierde jaar, dus na drie jaar. Deze fout werd in 8 na Chr. hersteld.

### Opvolging
Een jaar volgens de juliaanse kalender is gemiddeld elf minuten langer dan het tropisch jaar. Daardoor loopt de kalender in duizend jaar 7,6 dagen achter op de zon. In 1582 werd met de invoering van de gregoriaanse kalender deze systematische afwijking gereduceerd, en eenmalig de opgelopen afwijking gecorrigeerd. Het verschil tussen de beide kalenders zit erin, dat de gregoriaanse kalender per 400 jaar 3 schrikkeljaren minder telt dan de juliaanse kalender: in de gregoriaanse kalender zijn alle hele eeuwjaren die geen veelvoud zijn van 400, geen schrikkeljaar (al zijn ze uiteraard wel door 4 deelbaar). De jaren 1700, 1800, 1900, 2100, 2200 en 2300 zouden in de juliaanse kalender schrikkeljaren zijn, in de gregoriaanse zijn ze dat niet. De jaren 1600, 2000, 2400 enzovoorts zijn ook in de gregoriaanse kalender schrikkeljaren.

## De maanden
In de oude Romeinse kalender begon het jaar op 1 Martius. Dit is nog steeds merkbaar aan de namen van de maanden september ('septem' = zeven), oktober ('octo' = acht), november ('novem' = negen) en december ('decem' = tien) en aan het feit dat februari, als laatste maand, de resterende dagen bevatte. Het zogenaamde lunisolaire jaar duurde 355 dagen. Het verlies van het maanjaar op het zonnejaar werd gecompenseerd door op bepaalde tijdstippen een dertiende maand in te voegen, de intercalaris. De pontifices hadden het voorrecht om zo'n maand  te mogen invoeren; hierbij werden vergissingen gemaakt, maar ook kwam het voor dat er misbruik werd gemaakt van dit voorrecht om lopende rechtszaken te beïnvloeden of om belastinginners te bevoordelen.
Op het einde van de Republiek liep het burgerlijk jaar bijna drie maanden achter op het zonnejaar.
In 1820 verscheen voor het eerst in de Encyclopædia Britannica het door Johannes de Sacrobosco in de wereld gebrachte fabeltje dat, omdat keizer Augustus niet voor zijn voorganger wilde onderdoen, het aantal dagen van die maand van 30 op 31 werd gebracht (net zoveel als Julius). Daarbij zouden die extra dagen van Februarius zijn afgehaald. Dat laatste is eenvoudig te weerleggen, want reeds onder Numa Pompilius (715-672 v.Chr.) telde februari 28 dagen. In Sacrobosco's theorie was dus Augustus' kalender de definitieve, en had Julius Caesar de kalender anders in gedachten. Sacrobosco geeft dan volgende maandlengtes:
| Vóór Julius Caesar | Vóór Julius Caesar | Tijdens J. Caesar (volgens Sacr.) | Tijdens J. Caesar (volgens Sacr.) | Vanaf Augustus | Vanaf Augustus |
| Naam               | Duur               | Naam                              | Duur                              | Naam           | Duur           |
| ------------------ | ------------------ | --------------------------------- | --------------------------------- | -------------- | -------------- |
| Martius            | 31                 | Martius                           | 31                                | Martius        | 31             |
| Aprilis            | 29                 | Aprilis                           | 30                                | Aprilis        | 30             |
| Maius              | 31                 | Maius                             | 31                                | Maius          | 31             |
| Iunius             | 29                 | Iunius                            | 30                                | Iunius         | 30             |
| Quintilis          | 31                 | Iulius                            | 31                                | Iulius         | 31             |
| Sextilis           | 29                 | Sextilis                          | 30                                | Augustus       | 31             |
| Septembris         | 29                 | Septembris                        | 31                                | Septembris     | 30             |
| Octobris           | 31                 | Octobris                          | 30                                | Octobris       | 31             |
| Novembris          | 29                 | Novembris                         | 31                                | Novembris      | 30             |
| Decembris          | 29                 | Decembris                         | 30                                | Decembris      | 31             |
| Ianuarius          | 29                 | Ianuarius                         | 31                                | Ianuarius      | 31             |
| Februarius         | 28 of 23/24        | Februarius                        | 29 of 30                          | Februarius     | 28 of 29       |
| Intercalaris       | 0 of 27            |                                   |                                   |                |                |
| totaal             | 355, 377 of 378    |                                   | 365 of 366                        |                | 365 of 366     |

De intercalaris werd eens in de twee à drie jaar toegevoegd, soms met een Februarius van 23 en anders van 24 dagen (met schrikkeldag). Tijdens schrikkeljaren werd Februarius niet ingekort, maar werden de laatste 5 dagen van Februarius (28 dagen) als de laatste 5 dagen van de intercalaris geïncorporeerd. Februarius viel dan dus in 2 delen uiteen.

## Gebruik

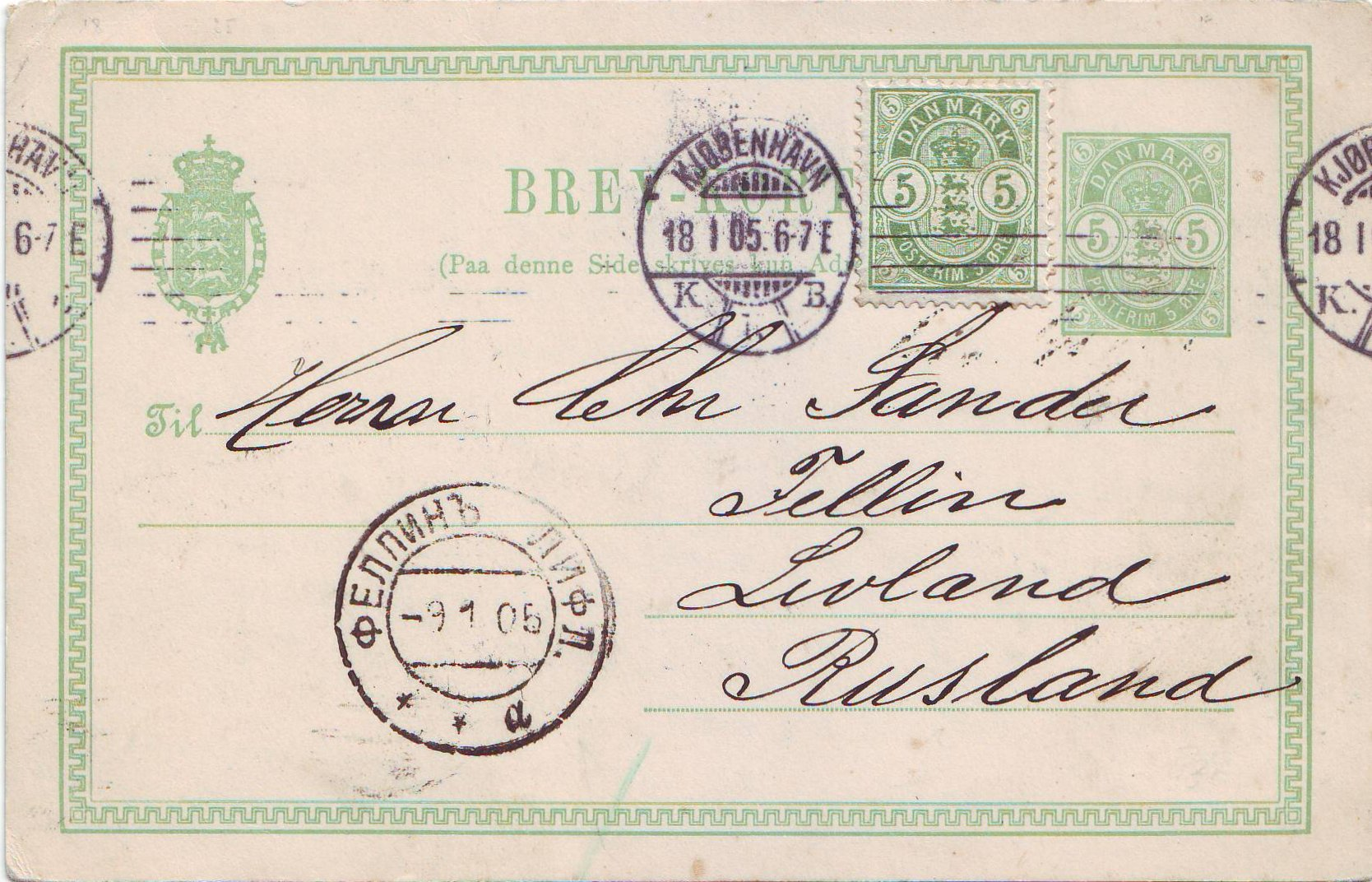
Briefkaart van Kopenhagen naar Fellin (Lijfland, Keizerrijk Rusland), tegenwoordig Viljandi in Estland. Verzonden op 18 januari 1905, aangekomen op 9 januari 1905. Rusland gebruikte toen nog de juliaanse kalender, Denemarken de gregoriaanse. Volgens de gregoriaanse tijdrekening kwam de kaart aan op 22 januari.

De juliaanse kalender werd vrijwel overal in het Romeinse Rijk gebruikt. Ook lokale en regionale kalenders werden aan het model van de juliaanse aangepast. Zo wijzigde keizer Augustus de Egyptische kalender door de invoering van een schrikkeldag om de vier jaar.
Bij de opkomst van het christendom werd de juliaanse kalender ook gebruikt om de data van de christelijke feestdagen, in het bijzonder van Pasen, te bepalen. Daardoor kwam het dat de kerk veel belang hechtte aan de kalender. Wel waren er afwijkende jaarstijlen.
Van de oosters-katholieke kerken gebruiken sommige de gregoriaanse en andere de juliaanse kalender.
De meeste oosters-orthodoxe kerken gebruiken nog steeds de juliaanse kalender om de feestdagen te bepalen. Deze loopt nu (sinds 1900 en tot 2100) 13 dagen achter op de gregoriaanse kalender. Een van de gevolgen hiervan is dat het kerstfeest in Rusland op 7 januari gevierd wordt. Gregroriaans gezien; want juliaans is het dan 25 december. Voor de oosters-orthodoxe kerken wordt een onderscheid gemaakt tussen:
- de oriëntaals-orthodoxe kerken en de zogenaamde orthodoxe kerken "oude stijl" (niet te verwarren met Oud-kalendaristen). Deze laatste omvatten de kerken van Jeruzalem, Rusland, Servië, Georgië en Polen en de kloosters van het schiereiland Athos. Deze kerken gebruiken vrijwel uitsluitend de juliaanse kalender. De uitzonderingen zijn de Syrisch-Orthodoxe Kerk, die (alleen) voor Kerstmis de gregoriaanse kalender gebruikt, en de Armeens-Apostolische Kerk, die uitsluitend de gregoriaanse kalender gebruikt.
- de zogenaamde orthodoxe kerken "nieuwe-stijl" (Constantinopel (nu Istanboel), Alexandrië, Antiochië, Griekenland, Cyprus, Roemenië en Bulgarije). Deze kerken gebruiken voor feesten gerelateerd aan de paascyclus de 'gewone' juliaanse kalender, maar voor feestdagen die op een vaste datum vallen (zoals Kerstmis en de feesten rond de jaarwisseling) de herziene juliaanse kalender, ook wel neo-juliaanse, Griekse of Milanković-kalender genoemd. De herziene juliaanse kalender is ontwikkeld in 1923; hij is astronomisch nauwkeuriger dan de gregoriaanse kalender en loopt tot 1 maart 2800 daarmee gelijk.
- de Fins-Orthodoxe Kerk, de Estische Apostolisch-Orthodoxe Kerk (Oecumenisch patriarchaat van Constantinopel) en enkele orthodoxe parochies in de diaspora gebruiken uitsluitend de gregoriaanse kalender en zijn hierdoor een uitzondering ten opzichte van alle andere oosters-orthodoxe kerken.

Behalve de Russisch-Orthodoxe Kerk hanteerde in het verleden ook de Russische staat de juliaanse kalender. Zo was het mogelijk dat de Oktoberrevolutie in de gregoriaanse maand november plaatsvond; Rusland schakelde enkele maanden na de Oktoberrevolutie over op de gregoriaanse kalender en herdacht de eerste verjaardag ervan in november.